# Four Seasons (песня)
«Four Seasons» (с англ. — «Четыре Сезона») — сингл южнокорейской певицы Тхэён. Он был выпущен как цифровой сингл 24 марта 2019 года компанией SM Entertainment. Текст песни был написан Kenzi, музыка — Kenzi, Афшин Салмани, Эндрю Аллеюи Джош Камби.

## Восприятие
«Four Seasons» дебютировал под номером один на цифровом графике Южной Кореи Gaon. Это был самый результативный сингл марта 2019 года в цифровом чарте Gaon. Он претендовал на первое место в Billboard K-Pop Hot 100 в течение двух недель подряд и достиг 6-го места в чарте Billboard World Digital Songs.

## Трек-лист
| №                   | Название            | Текст песни         | Музыка                                                                                  | Arrangement                                        | Длительность |
| ------------------- | ------------------- | ------------------- | --------------------------------------------------------------------------------------- | -------------------------------------------------- | ------------ |
| 1.                  | «Blue»              | Hyun Ji Won JQ      | Alex Mood Mariella "Bambi" Garcia Balandina Oskar Salhin Mimmi Gyltman Rassmus Björnson | Mariella "Bambi" Garcia Balandina Rassmus Björnson | 3:32         |
| 2.                  | «Four Seasons»      | Kenzie              | Kenzie Josh Cumbee (NONFICTION) Afshin Salmani Andrew Allen                             | Kenzie NONFICTION (AFSHeeN, Josh Cumbee)           | 3:08         |
| Общая длительность: | Общая длительность: | Общая длительность: | Общая длительность:                                                                     | Общая длительность:                                | 6:40         |

## Чарты
| Чарты (2019)                     | Пиковые позиции |
| -------------------------------- | --------------- |
| Южная Корея (K-Pop Hot 100)      | 1               |
| Южная Корея (Gaon Digital Chart) | 1               |
| США (Billboard)                  | 6               |

## Сертификации
| Регион | Сертификация | Продажи     |
| Загрузка | Загрузка     | Загрузка    |
| --- | ------------ | ----------- |
| Республика Корея (KMCA) | Платиновый   | 2 500 000*  |
| Стриминг |              |             |
| Республика Корея (KMCA) | Платиновый   | 100 000 000 |
| * Данные о продажах приведены только на основе сертификации. · Данные только о прослушиваниях приведены на основе сертификации. |              |             |

## Награды и номинации
| Год  | Премия                       | Категория                          | Результат |
| ---- | ---------------------------- | ---------------------------------- | --------- |
| 2019 | 11-я Melon Music Awards      | Лучшая баллада                     | Победа    |
| 2019 | 11-я Melon Music Awards      | Песня года                         | Номинация |
| 2019 | 21-я Mnet Asian Music Awards | Лучшее вокальное исполнение — Соло | Победа    |
| 2019 | 21-я Mnet Asian Music Awards | Песня года                         | Номинация |
| 2020 | 9-я Gaon Chart Music Awards  | Песня года — Март                  | Ожидается |
| 2020 | 34-я Golden Disk Awards      | Дэсан                              | Ожидается |
| 2020 | 34-я Golden Disk Awards      | Бонсан                             | Ожидается |

### Музыкальные награды
«Four Seasons» принесла певице две награды музыкальных программах Южной Кореи Show! Music Core и Inkigayo.
| Песня          | Программа              | Дата           |
| -------------- | ---------------------- | -------------- |
| «Four Seasons» | Show! Music Core (MBC) | 6 апреля, 2019 |
| «Four Seasons» | Inkigayo (SBS)         | 7 апреля, 2019 |

| Номинация               | Дата           | Ссылка |
| ----------------------- | -------------- | ------ |
| Weekly Popularity Award | 1 апреля, 2019 | [ 10 ] |
| Weekly Popularity Award | 8 апреля, 2019 | [ 10 ] |